# Usclas-d’Hérault
Usclas-d’Hérault település Franciaországban, Hérault megyében. Lakosainak száma 438 fő (2022. január 1.). Usclas-d’Hérault Cazouls-d’Hérault, Montagnac, Paulhan, Saint-Pargoire és Saint-Pons-de-Mauchiens községekkel határos.

## Népesség
A település népessége az elmúlt években az alábbi módon változott:
| Lakosok száma | 166  | 134  | 147  | 249  | 339  | 369  | 418  | 430  | 437  | 438  |
|               | 1968 | 1982 | 1990 | 2006 | 2013 | 2015 | 2017 | 2019 | 2020 | 2022 |